# Instituto Livres
O Instituto Livres é uma organização não governamental (ONG) sem fins lucrativos fundada em 2006 pelo cantor e líder cristão Juliano Son. Com uma missão focada em promover ações sociais, de justiça e de desenvolvimento nas regiões mais vulneráveis do Brasil, especialmente no semiárido nordestino, o Instituto Livres tem se destacado pela atuação em áreas como assistência social, educação, acesso à água potável e apoio a crianças e adolescentes em situação de risco.

## História
O Instituto Livres foi criado a partir da experiência de Juliano Son com questões de vulnerabilidade social, inspiradas por relatos de exploração sexual de crianças no Nepal, que o impactaram profundamente. Inicialmente, a organização focava em atividades de sensibilização sobre os direitos das crianças e adolescentes, usando a visibilidade de Juliano Son como músico e líder cristão para mobilizar recursos e voluntários. Em 2013, Juliano se mudou com sua família para o Piauí, onde começou a atuar diretamente nas comunidades do sertão, levando apoio às populações carentes, especialmente no que diz respeito à escassez de água e ao acolhimento de jovens em situação de risco.

## Projetos
O Instituto Livres desenvolve uma série de projetos de impacto social, com destaque para o Livre Ser, Projeto Mais Água e Impacto Sertão Livre.

### Livre Ser
O Livre Ser, primeira iniciativa do Instituto Livres, atende crianças e adolescentes em situação de vulnerabilidade. O objetivo é fortalecer a aprendizagem socioemocional, promover a autonomia, a dignidade e a cidadania. O Instituto Livres busca prevenir situações de abandono, negligência, exploração e abuso sexual, garantindo assim os direitos fundamentais desses jovens.
Com o desejo de estender esse projeto para o nordeste do Brasil, Juliano Son mudou-se para Teresina, capital do Piauí, em 2013. Isso levou à criação de um centro de acolhimento de crianças e adolescentes em tempo integral.

### Projeto Mais Água
Criado em 2013, o projeto Mais Água tem como objetivo oferecer soluções para o acesso à água potável em comunidades rurais, que enfrentam longos períodos de seca e escassez de água. O projeto visa instalar, dependendo da localidade:
- Sistemas de dessalinização;
- Perfuração de poços;
- Uso de filtros de alta tecnologia;
- Construção de barragens e reservatórios;
- Distribuição de água por caminhões-pipa.
Estas medidas visam mitigar os efeitos da escassez de água e garantir o abastecimento sustentável de água às comunidades no Brasil, contribuindo assim para a melhoria das condições de vida da população local.
De acordo com a análise de impacto do projeto, cada real investido gerou um retorno social de seis vezes o valor investido.

### Impacto Sertão Livre ou Impacto Livres
O Impacto Sertão Livre é uma mobilização bianual que reúne voluntários de diferentes regiões do Brasil para a realização de ações comunitárias. Durante o evento, que acontece todos os anos nos meses de janeiro e julho, são organizadas atividades educativas, recreativas e culturais para crianças e adolescentes, além de atendimento médico para a população local. Com o objetivo de alargar este projeto ao nordeste do Brasil, Juliano Son mudou-se para Teresina, capital do Piauí, em 2013. Foi assim que foi criado um centro de acolhimento que atende crianças e adolescentes em regime de tempo integral.
A primeira edição data de 2014, ano em que Juliano Son fundou oficialmente o projeto.
Desde sua criação, o projeto já passou por 23 edições, tornando-se fonte de esperança e renovação em 19 comunidades, sendo 18 no Piauí e uma no Maranhão. No Piauí, as comunidades beneficiadas são Betânia, Capitão Gervásio, Acauã, Queimada Nova, São Francisco de Assis, Bocaina, Caldeirão Grande, Curral Novo, Monsenhor Hipólito, Massapê, Picos, São Raimundo Nonato, Paulistana, Jacobina, Patos, Geminiano, Jaicós e Caridade. No Maranhão, a comunidade beneficiária é Caxias.
Tabela com o resumo das diferentes missões desde 2014:
| Número da edição | Data                     | Local                    |
| ---------------- | ------------------------ | ------------------------ |
| 24ª edição       | 20 a 26 de julho 2025    | Belém (PI)               |
| 23ª edição       | 19 e 25 de janeiro 2025  | Marcolândia (PI)         |
| 22ª edição       | 14 e 20 de julho 2024    | Simões (PI)              |
| 21ª edição       | 17 e 27 de janeiro 2024  | Caxias (MA)              |
| 20ª edição       | 23 a 30 de julho 2023    | Caridade (PI)            |
| 19ª edição       | Janeiro 2023             | Geminiano (PI)           |
| 18ª edição       | Janeiro 2023             | Jaicós (PI)              |
| 17ª edição       | 17 a 23 de julho 2022    | Patos (PI)               |
| 16ª edição       | 24 a 30 de julho 2022    | Jacobina (PI)            |
| 15ª edição       | 16 a 26 de Janeiro 2020  | Paulistana (PI)          |
| 14ª edição       | Julho 2019               | São Raimundo Nonato (PI) |
| 13ª edição       | 10 a 20 de janeiro 2019  | Picos (PI)               |
| 12ª edição       | 18 e 28 de julho de 2018 | Massapê (PI)             |

A 22ª edição do Impacto Livres, realizada na cidade de Simões, no Piauí, comemorou uma década de impacto e transformação que beneficiou mais de 14 mil pessoas.
Na 21ª edição, o Instituto deslocou-se ao Maranhão, em Caxias, para oferecer cuidados médicos gratuitos com uma equipa multidisciplinar de 60 profissionais de saúde.
Para a 15ª edição, foram confirmadas as presenças de Antônio Carlos Costa (fundador da ONG Rio de Paz, teólogo e jornalista), Carlito Paes (escritor, fundador da Rede IC de Igrejas e da Rede Inspire de Igrejas), Paulo Borges Jr (pastor, escritor e teólogo) e Joel Quaresma (pastor). Os cantores Juliano Son, Luis Filipe, Tarik Mohallem, Zoe Lilly, Isaque Folha, o ministério de artes Central de Adoradores e a dupla Jonathan e Junior também confirmaram presença.

## Parcerias e Colaborações
Durante a pandemia da COVID-19, o Instituto Livres estabeleceu parcerias com diversas organizações e empresas para dar continuidade ao seu trabalho social. O Retornar, projeto criado para ajudar o próximo de acordo com passagens bíblicas, ofereceu-se para ajudar a organização a atender as demandas do sertão e doou uma Pajero TR4 para o instituto. O Lar Bom Jesus assumiu a continuidade do apoio a crianças, jovens e famílias iniciado pelo Instituto Livres em Teresina.
Várias empresas também ajudaram a associação com a doação de toneladas de alimentos, como o Grupo UOL, Pátria Voluntária - Fundação Banco do Brasil e Transforma Brasil.

## Impactos e Resultados
Em 2020, o Instituto Livres já beneficiou mais de 180 mil pessoas em 139 comunidades do sertão do Piauí. Seus projetos de acesso à água potável, assistência social e educação têm contribuído significativamente para melhorar as condições de vida das populações locais. Além disso, a organização tem realizado 19 edições do Impacto Sertão Livre, um evento que mobiliza voluntários para ações comunitárias.
O Projeto Mais Água, por exemplo, tem gerado um retorno social significativo, comprovado por uma pesquisa que revela que o valor investido no projeto foi multiplicado em seis vezes em benefícios sociais diretos para as famílias atendidas, refletindo na melhoria da saúde e qualidade de vida.

## Reconhecimento
O Instituto Livres é reconhecido por sua transparência e boa governança. Em 2020, a organização recebeu o conceito A+ na norma de gestão e transparência para organizações sem fins lucrativos, atribuída pelo Instituto Doar, que atesta a qualidade e integridade das suas acções. Foi recertificada em junho de 2024.

## Visão e Missão
A visão do Instituto Livres é ser referência em projetos que ajudem a erradicar as mazelas sociais, promovendo a transformação de vidas por meio da solidariedade. Sua missão é atuar nas áreas críticas da água, da família, da criança, do combate à fome e do sertão.

## Objetivos de Desenvolvimento Sustentável
O Instituto Livres está a trabalhar em 9 objectivos de desenvolvimento sustentável:
| Objetivos de Desenvolvimento Sustentável                                                                | Livre Ser | Mais Água | Impacto Livres |
| --- | --------- | --------- | -------------- |
| 1. Erradicação da pobreza (promovido pela ONG sem estar vinculado a uma missão específica)              |           |           |                |
| 2. Fome zero e agricultura sustentável (promovido pela ONG sem estar vinculado a uma missão específica) |           |           |                |
| 3. Saúde e Bem-Estar                                                                                    |           | Sim       | Sim            |
| 4. Educação de qualidade                                                                                | Sim       |           |                |
| 6. Água potável e saneamento                                                                            |           | Sim       |                |
| 8. Trabalho decente e crescimento econômico                                                             | Sim       |           |                |
| 10. Redução das Desigualdades                                                                           |           | Sim       | Sim            |
| 16. Paz, justiça e instituições fortes                                                                  | Sim       |           | Sim            |
| 17. Parcerias em prol das metas                                                                         | Sim       | Sim       | Sim            |